# Campeonato Europeo de Remo de 1954

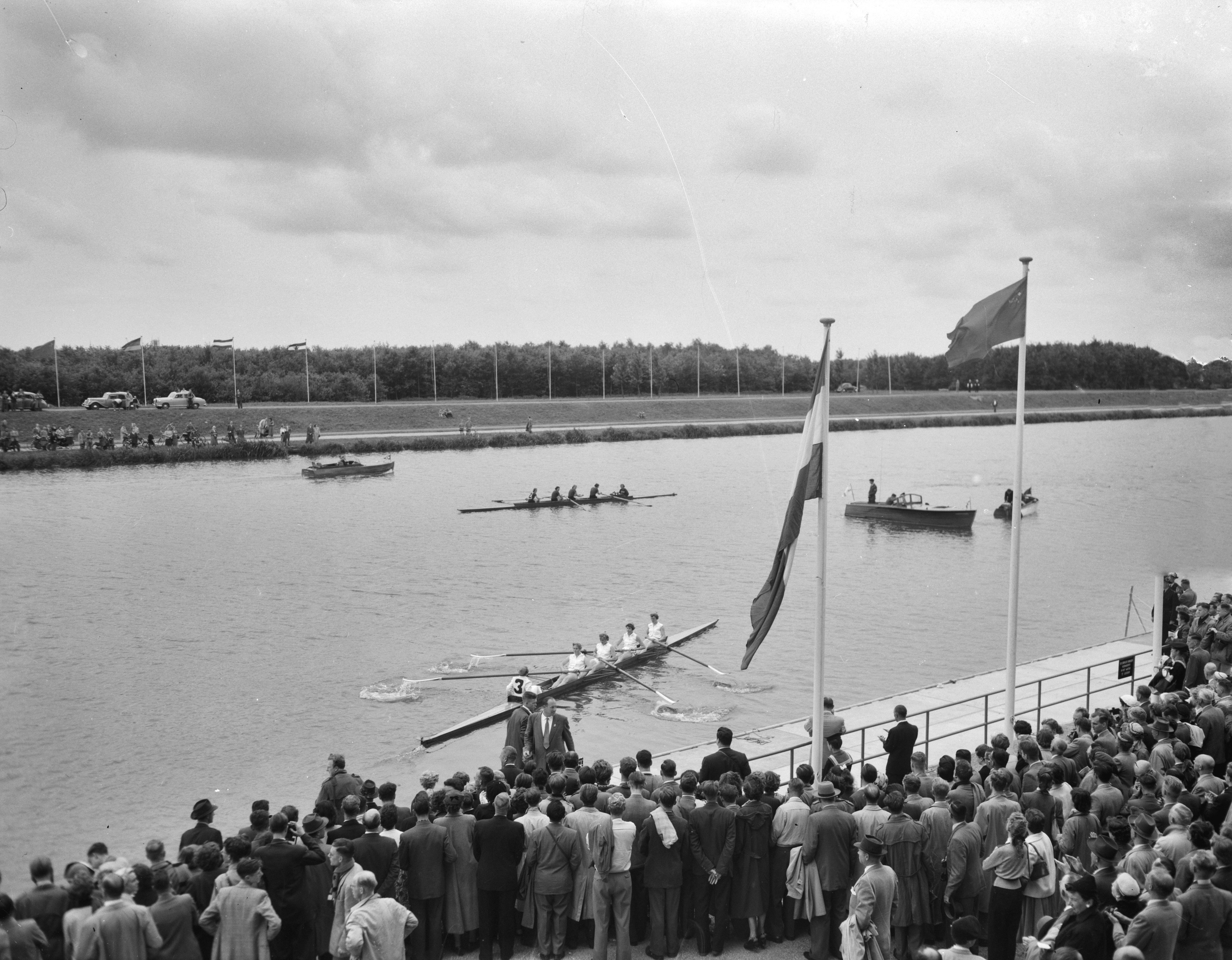
Campeonato de Europa de remo femenino Ámsterdam

El XLIV Campeonato Europeo de Remo se celebró en Ámsterdam (Países Bajos) en 1954 bajo la organización de la Federación Internacional de Sociedades de Remo (FISA).
En total se disputaron doce pruebas diferentes, siete masculinas y cinco femeninas.

## Medallero
| Núm. | País           | Oro | Plata | Bronce | Total |
| ---- | -------------- | --- | ----- | ------ | ----- |
| 1    | URSS           | 7   | 1     | 2      | 10    |
| 2    | Suiza          | 2   | 1     | 1      | 4     |
| 3    | Dinamarca      | 1   | 2     | 0      | 3     |
| 4    | RFA            | 1   | 1     | 0      | 2     |
| 5    | Italia         | 1   | 0     | 0      | 1     |
| 6    | Austria        | 0   | 2     | 0      | 2     |
| 7    | Países Bajos   | 0   | 1     | 3      | 4     |
| 8    | Reino Unido    | 0   | 1     | 2      | 3     |
| 9    | Rumania        | 0   | 1     | 0      | 1     |
| 10   | Checoslovaquia | 0   | 0     | 2      | 2     |
| 11   | Francia        | 0   | 1     | 0      | 1     |
| 11   | Polonia        | 0   | 1     | 0      | 1     |
| 13   | Bélgica        | 0   | 0     | 1      | 1     |
| 13   | Yugoslavia     | 0   | 0     | 1      | 1     |
|      | TOTAL          | 12  | 12    | 12     | 36    |